# Corophiida
De Corophiida zijn een infraorde van mariene kreeftachtigen. Het zijn vlokreeftjes die afgeleid zijn van benthische voorouders met een detritivore levenswijze. Binnen deze infraorde zijn er zowel ongespecialiseerde vormen zoals de Aoroidea die zich vooral met detritus voeden, als gespecialiseerde groepen die zich voeden met algen (Amphitoidae) of hout (Cheluroidea). Ook de kokerbewonende langsprietkreeftjes behoren tot deze infraorde.

## Systematiek
- Corophiidira
  - Aoroidea
    - Aoridae
    - Unciolidae

  - Cheluroidea
    - Cheluridae

  - Chevalioidea
    - Chevaliidae

  - Corophioidea
    - Amphitoidae
    - Corophiidae
- Caprellidira
  - Aetiopedesoidea
    - Aetiopedesidae
    - Paragammaropsidae

  - Caprelloidea
    - Caprellidae
    - Caprogammaridae
    - Cyamidae
    - Dulichiidae
    - Podoceridae

  - Isaeoidea
    - Isaeidae

  - Microprotopoidea
    - Microprotopidae

  - Neomegamphopoidea
    - Neomegamphopidae
    - Priscomilitariidae

  - Photoidea
    - Ischyroceridae
    - Kamakidae
    - Photidae

  - Rakirooidea
    - Rakiroidae